# Nervosität
Nervosität (engl. tension, anxiety) oder innere Unruhe ist eine Gemütsverfassung von Menschen (und auch Tieren) die sich durch Entfernung vom Ruhezustand und Verringerung oder Verlust der Gelassenheit darstellt. Kennzeichnend für diese häufig umgangssprachlich benutzte Bezeichnung ist die verbreitete und eingebürgerte weitgehend wissenschaftsgeschichtliche Hypothese einer psychophysischen Korrelation, das heißt eines Zusammenhangs zwischen Nervenfunktionen und seelischem Befinden bzw. Gemütsverfassung.
Die innere „nervöse Verfassung“ kann sich nach außen sichtbar machen, durch erkennbare Unruhe wie z. B.:
- schnelle Augenbewegungen, Lidflattern,
- unruhige Hand- und Armhaltung,
- Hin- und Herlaufen,
- veränderte, angehobene Stimmlage und schnelles, weniger kontrolliertes Sprechen,
- Schweißausbrüche
- Herzrasen
- Zittern
- sonstige Kontroll-Verringerung,
- viele weitere Äußerungen der Körpersprache.

Diese Symptomatik ist als variabel und vielgestaltig anzusehen.
Ausgelöst werden kann Nervosität durch Spannungssituationen (z. B. Prüfungen, bevorstehende schwierige Lebenssituationen oder Gespräche). Es ist aber auch möglich, dass Nervosität auf Grund von Erkrankungen oder Hormonumstellungen entsteht. Auch Medikamente können Nervosität auslösen.
Nervosität kann aber auch ein Wesenszug sein, der dem Charakter eines Menschen (oder Tieres: bei Pferden z. B.) zukommt.
Umgangssprachliche Bezeichnungen sind „Nervenleiden“ als Synonym für psychische Krankheit oder „Nervenkrise“ als Synonym für eine stärkere seelische Reaktion auf ein als belastend empfundenes Erlebnis oder als Ausdruck einer subjektiv als kritisch empfundenen Lebensphase.
Auch für die medizinische Diagnose und Therapie ist Nervosität (etwa im Sinne von Unruhezustand) ein gängiger Begriff.
Nervosität wird durch die Ausschüttung von Stresshormonen ausgelöst. Die bekanntesten Hormone, die der Körper bei einer Stressreaktion freisetzt, sind Noradrenalin, Adrenalin und Cortisoal. Noradrenalin und Adrenalin gehören zum sogenannten sympatho-adrenomedullären System. Dieses System aktiviert sich sofort, wenn der Mensch einem Stressfaktor ausgesetzt ist.

## Geschichte
Nervosität ist eine vor allem im deutschen und englischen Sprachraum auf wissenschaftsgeschichtlichem Hintergrund beruhende Bezeichnung. Die Annahme der Somatiker, dass Nervenfunktionen das seelische Befinden ausmachen, geht zwar schon auf die Antike zurück, es kam jedoch vor allem im 18. Jahrhundert zu einer allgemein verbreiteten Annahme dieser Thesen. Vertreter dieser Theorien waren u. a. George Cheyne und William Cullen. Cullen prägte den Begriff der Neurose. Auch heute noch in Deutschland gebräuchliche umgangssprachliche Bezeichnungen wie „Spleen“ gehen auf diese Zeit zurück. Später wurde auch die von George M. Beard 1869 eingeführte Bezeichnung Neurasthenie für nervöse Störungen verwendet, die mit verändertem seelischem Befinden einhergehen.
In den letzten Jahren wurde vermehrt auf die Möglichkeit der Selbstregulation über die Anwendung von Achtsamkeitsübungen verwiesen.